# Brett Johns
Brett Johns (Swansea, 21 de fevereiro de 1992) é um lutador galês de artes marciais mistas, que atualmente compete na divisão peso-galo do Ultimate Fighting Championship. Lutador profissional desde 2012, ele já competiu no Cage Warriors e Titan FC, e foi Campeão Peso-Galo em ambas as promoções. Ele atualmente é classificado como o número 13 no ranking peso-galo do UFC.

## Carreira no MMA

### Começo da carreira
Johns fez sua estreia no MMA amador em 2011, onde compilou um cartel de 3-0. Ele tornou-se profissional em 2012, e competiu no circuito regional, como no Cage Warriors Fighting Championship e no Titan Fighting Championships, onde foi Campeão Peso-Galo nas duas organizações.
Johns assinou com o UFC em 2016.

### Ultimate Fighting Championship
Johns fez sua estreia na promoção em 19 de novembro de 2016, contra Kwan Ho Kwak, no UFC Fight Night 99. Ele ganhou a luta por decisão unânime.
Johns enfrentaria Ian Entwistle, em 18 de março de 2017, no UFC Fight Night 107. Entwistle não bateu o peso, ficando com 139 libras (63,1  kg), 3 libras (1,4 kg) acima do peso-galo, de 136 libras (61,7 kg). Ele perdeu 20% de sua bolsa na luta, que iria para Johns. No dia seguinte, o apuramento médico de Entwistle foi revogado, após uma visita ao hospital, e a luta foi cancelada.
Johns enfrentaria Mitch Gagnon, em 16 de julho de 2017, no UFC Fight Night 113. No entanto, Gagnon foi retirado do card em 27 de junho, e substituído por Albert Morales. Johns ganhou o combate por decisão unânime.
Johns enfrentou Joe Soto, em 1 de dezembro de 2017, no The Ultimate Fighter 26 Finale. Johns ganhou a luta por finalização devido a uma chave de panturrilha (a segunda finalização por chave de panturrilha na história do UFC). Esta vitória levou um dos bônus de Performance da Noite.

## Campeonatos e realizações

### Artes marciais mistas
- Ultimate Fighting Championship
  - Performance da Noite (uma vez) vs.Joe Soto
- Titan FC
  - Campeão Peso-Galo do Titan FC
- Cage Warriors
  - Campeão Peso-Galo do CWFC
- Pain Pit Fight Night
  - Campeão Peso-Galo (145 lbs) do PPFN

## Cartel no MMA
| Cartel no MMA   |             |            |
| 19 lutas        | 17 vitórias | 2 derrotas |
| Por nocaute     | 2           | 0          |
| Por finalização | 6           | 0          |
| Por decisão     | 9           | 2          |

| Res.    | Cartel | Oponente           | Método                             | Evento                                            | Data       | Round | Tempo | Local                      | Notas |
| ------- | ------ | ------------------ | ---------------------------------- | ------------------------------------------------- | ---------- | ----- | ----- | -------------------------- | --- |
| Vitória | 17-2   | Montel Jackson     | Decisão (unânime)                  | UFC Fight Night: Figueiredo vs. Benavidez 2       | 18/07/2020 | 3     | 5:00  | Abu Dhabi                  | |
| Vitória | 16-2   | Tony Gravely       | Finalização (mata-leão)            | UFC Fight Night: Blaydes vs. dos Santos           | 25/01/2020 | 3     | 2:53  | Raleigh, Carolina do Norte | Luta da Noite.                                                                                               |
| Derrota | 15-2   | Pedro Munhoz       | Decisão (unânime)                  | UFC 227: Dillashaw vs. Garbrandt II               | 04/08/2018 | 3     | 5:00  | Los Angeles, Califórnia    | |
| Derrota | 15-1   | Aljamain Sterling  | Decisão (unânime)                  | UFC Fight Night: Barboza vs. Lee                  | 21/04/2018 | 3     | 5:00  | Atlantic City, New Jersey  | |
| Vitória | 15-0   | Joe Soto           | Finalização (chave de panturrilha) | The Ultimate Fighter: A New World Champion Finale | 01/12/2017 | 1     | 0:30  | Las Vegas, Nevada          | Performance da Noite.                                                                                        |
| Vitória | 14-0   | Albert Morales     | Decisão (unânime)                  | UFC Fight Night: Nelson vs. Ponzinibbio           | 16/07/2017 | 3     | 5:00  | Glasgow                    | |
| Vitória | 13-0   | Kwan Ho Kwak       | Decisão (unânime)                  | UFC Fight Night: Mousasi vs. Hall II              | 19/11/2016 | 3     | 5:00  | Belfast                    | Estreia no UFC.                                                                                              |
| Vitória | 12-0   | Anthony Gutierrez  | Decisão (dividida)                 | Titan FC 34                                       | 18/07/2015 | 5     | 5:00  | Kansas City, Missouri      | Peso-casado (136.8 lbs); Johns perdeu o cinturão por não bater o peso; Título em jogo apenas para Gutierrez. |
| Vitória | 11-0   | Walel Watson       | Finalização (mata leão)            | Titan FC 33                                       | 20/03/2015 | 2     | 3:06  | Mobile, Alabama            | Ganhou o Cinturão Peso-Galo do Titan FC.                                                                     |
| Vitória | 10-0   | James Brum         | Decisão (unânime)                  | Cage Warriors FC 67                               | 12/04/2014 | 5     | 5:00  | Swansea                    | Peso-casado (137 lbs); Johns perdeu o cinturão por não bater o peso; Título em jogo apenas para Brum.        |
| Vitória | 9-0    | Jordan Desborough  | Decisão (dividida)                 | Cage Warriors FC 59                               | 14/09/2013 | 5     | 5:00  | Cardiff                    | Ganhou o Cinturão Peso Galo Vago do CWFC.                                                                    |
| Vitória | 8-0    | David Haggstrom    | Decisão (unânime)                  | Cage Warriors FC 59                               | 14/09/2013 | 3     | 5:00  | Cardiff                    | Semifinal do Torneio de Galos do CWFC.                                                                       |
| Vitória | 7-0    | James MacCallister | Nocaute Técnico (socos)            | Cage Warriors FC 54                               | 04/05/2013 | 2     | 3:23  | Cardiff                    | Estreia no peso-galo.                                                                                        |
| Vitória | 6-0    | Joe Orrey          | Finalização (chave de braço)       | Pain Pit Fight Night 6                            | 03/02/2013 | 1     | 3:59  | Newport                    | Ganhou o Cinturão Peso Galo (145 lbs) do PPFN.                                                               |
| Vitória | 5-0    | Barrie Monty       | Nocaute Técnico (socos)            | Bad Blood Fight Night 2                           | 24/11/2012 | 1     | 1:17  | Llanelli                   | |
| Vitória | 4-0    | Sam Gilbert        | Decisão (unânime)                  | Cage Warriors FC 49                               | 27/10/2012 | 3     | 5:00  | Cardiff                    | |
| Vitória | 3-0    | Kyle Prosser       | Decisão (unânime)                  | Pain Pit Fight Night 4                            | 01/09/2012 | 3     | 5:00  | Newport                    | Estreia no Peso Pena.                                                                                        |
| Vitória | 2-0    | Arunis Klimavicius | Finalização (triângulo)            | Celtic Battle Fight Night                         | 14/07/2012 | 1     | 2:31  | Carmarthen                 | |
| Vitória | 1-0    | Ben Wood           | Finalização (mata leão)            | Pain Pit Fight Night 3                            | 30/06/2012 | 1     | 2:04  | Newport                    | |